# Vlag van Oldeboorn

Vlag van Oldeboorn

De vlag van Oldeboorn is het dorpsvlag van het Nederlandse dorp Oldeboorn, in de Friese gemeente Heerenveen. Bij gemeenteraadsbesluit van 8 december 1985 zijn een wapen en een vlag vastgesteld voor de 18 dorpen van de voormalige gemeente Boarnsterhim. De vlag werd in 1986 geregistreerd.

## Beschrijving
De beschrijving van de vlag is als volgt:
Twee lengtebanen van rood en geel, verhouding in de lengte 2:1, in de rode baan een gele afgesneden varkenskop.
De kleuren zijn afkomstig van het dorpswapen.

## Symboliek
- Varkenskop: afbeelding van een zogenaamd "Teunisvarken", attribuut van de heilige Antonius van Egypte. Hij was de beschermheilige van onder meer vee en boeren.[3]

## Zie ook

Wapen van Oldeboorn